# Rolls-Royce Derwent
O Rolls-Royce RB.37 Derwent é um motor turbojato britânico de compressor centrífugo, sendo o segundo motor a jato da Rolls-Royce a entrar em produção. Essencialmente foi uma versão melhorada do Rolls-Royce Welland, sendo uma versão renomeada do Power Jets W.2B de Frank Whittle, com a Rolls herdando o design do Derwent da Rover assim quando eles começaram o desenvolvimento de motores a jato em 1943. A performance do Welland foi melhorada, com claros avanços na confiabilidade, fazendo o Derwent ser escolhido como o motor para o Gloster Meteor e vários outras aeronaves britânicas posteriores a segunda guerra mundial.

## Variantes
- Derwent I - primeira edição de produção, 2,000 lbf (8.9 kN) de empuxo
- Derwent II - empuxo aumentado para 2,200 lbf (9.8 kN)
- Derwent III - variante experimental
- Derwent IV - empuxo aumentado para 2,400 lbf (10.7 kN)
- Derwent 5 - versão escalonada do Rolls-Royce Nene desenvolvendo 3,500 lbf (15.6 kN) de empuxo
- Derwent 8 - versão desenvolvendo 3,600 lbf (16.0 kN) de empuxo

## Aplicações
- Avro 707
- Avro Canada C102 Jetliner
- Fairey Delta 1
- Fokker S.14 Machtrainer
- Gloster Meteor
- Nord 1601